# Hedri Endre
Hedri Endre, 1919-ig Schossberger Herman (Gradiška, 1893. szeptember 19. – Budapest VIII. kerülete, 1962. november 11.) sebészorvos, egyetemi tanár, az orvostudományok doktora (1958).

## Élete
Schossberger Sándor orvos és Grünfeld Berta gyermekeként született. Tanulmányait a Budapesti Tudományegyetem orvosi karán végezte, ahol 1916-ban szerezte meg oklevelét. Már egyetemistaként a Kórbonctani Intézetben dolgozott, majd a Szent Rókus Kórház sebészeti osztályán Herczel Manó asszisztense lett. Ekkoriban aktív tagja volt a Galilei Körnek. Az első világháború idején a Gyáli úti helyőrségi kórház úgynevezett népfelkelő orvosa volt. A Tanácsköztársaság bukása után elhagyta az országot és Bécsben, illetve Lipcsében élt. 1923 körül tért haza, s előbb a szegedi Ferenc József Tudományegyetem Sebészeti Klinikáján Vidákovits professzor asszisztense lett, majd 1924-ben Budapestre költözött és az Apponyi Poliklinikán dolgozott. 1928-tól az OTI Uzsoki Utcai Kórház baleseti sebészeti osztályának vezetője lett mint kórházi osztályvezetői főorvosi címmel felruházott adjunktus. 1933-ban kinevezték a baleseti sebészeti osztály osztályvezető főorvosává. 1943-ban a kormányzat félreállította és eltávolította abból az intézményből, amelynek létrehozásában maga is közreműködött. 1945-ben visszatért a kórházba és 1947-ig igazgatóként vezette az intézményt. 1947 márciusától az ő vezetésével alakult újjá a III. számú Sebészeti Klinika a Koltói Anna Baleseti Kórházban. 1948-ban három évre kinevezték a törvényszéki Orvosi Vizsgáló Bizottság elnökévé. 1949-ben átvette az I. számú Sebészeti Klinika vezetését, amelynek haláláig, 1962-ig igazgatója volt. 1947 és 1952 között a Pázmány Péter Tudományegyetemen, illetve a Budapesti Orvostudományi Egyetemen a baleseti sebészet nyilvános rendes tanára, 1952 és 1962 között egyetemi tanára volt. 1962-ben a Korányi Sándor Társaság elnökévé választották. Traumatológiával, hasi sebészettel foglalkozott, a baleseti sebészet egyik hazai úttörője volt. Vezetése alatt korszerű mellkas-sebészeti és traumatológiai osztály létesült a klinikán. Jelentős eredményeket ért el a vastagbél és a hasnyálmirigy betegségeinek műtéti megoldása terén. Számos új műtéti megoldást vezetett be a csont- és az ízületi sebészetben.
Felesége Hüvös Margit (1915–2003) volt, Hüvös Rezső bankigazgató (Hűvös József unokaöccse) és Farkas Ilona lánya, akit 1934. november 15-én Budapesten vett nőül.
A Farkasréti temetőben nyugszik (1, N/A, 1, 121).

## Főbb művei
- Epehólyagba áttört féregnyulványlob gyógyult esete (Budapest, 1917)
- A sebészi gümőkór terápiája (Budapest, 1925)
- A Basedow-kór sebészi vonatkozásai (Budapest, 1926)
- A szabályozható anus praeternaturalis (Budapest, 1927)
- A pruritus ani sebészi therápiája (Budapest, 1928)
- Hasi sérülések (Budapest, 1933)
- Az agy sérülési és jelentőségük a balesetbiztosítás szempontjából (Budapest, 1933)
- A gerinc sérülései (Budapest, 1946)
- A Friedrich-féle sebellátás jelentősége (Budapest, 1938)
- Az égési sérülések korszerű kezelése (Budapest, 1938)
- A penicillin alkalmazásának sebészeti vonatkozásairól (Budapest, 1946)
- A vagotomia jelentősége a peptikus fekély therápiájában. Szemző Györggyel. (Budapest, 1948)
- A vastagbélsebészet problémáiról (Budapest, 1949)
- Érzéstelenítés a hasi sebészetben (Budapest, 1949)
- Az osteosynthesisről (Budapest, 1951)
- Részletes sebészet (társszerzőkkel, Budapest, 1951)
- A végbélrák korszerű gyógyítása (Budapest, 1959)

## Díjai, elismerései
- Magyar Népköztársasági Érdemrend V. fokozata (1949)
- Kiváló orvos (1952)
- Munka Érdemrend (1953)
- a Lipcsei Egyetem díszdoktora (1959)